# محمد علي الحكيم
آية الله السيد محمد علي بن أحمد الطباطبائي الحكيم (1329 هـ - 1432 هـ). هو عالم دين وفقيه ومُفسّر شيعي عراقي كان من أساتذة الفقه والأصول في حوزة النجف، وكان من أئمة الجماعة هناك. تتلمذ في مرحلة الدراسات الحوزوية العُليا المعروفة باسم البحث الخارج على محمد حسين الأصفهاني، وضياء الدين العراقي، وعلى خاله محسن الحكيم، وحسين الحلي، وحسن البجنوردي. وقد كان من أركان مرجعية محسن الحكيم حتى أنه بعثه سنة 1385 هـ إلى باكستان ممثلاً عنه بمعيّة محمد الرشتي وذلك لحل نزاع دائر بين جماعتين هناك.

## أولاده
1. محمد سعيد. مرجع معاصر يعد من كبار المراجع في النجف توفي سنة ٢٠٢١.
2. محمد تقي.
3. عبد الرزاق.
4. محمد حسن.
5. محمد صالح.

## أساتذته
- السيد هاشم السيد مهدي الحكيم

## مؤلفاته
- بحث في القبلة.
- بحث في الدرهم والدينار الإسلامي.
- قسمة المواريث طبق الرياضيات الحديثة.
- بحث حول الساعة الزوالية.
- تعليقة على كفاية الأصول. تعليقة على كتاب كفاية الأصول للآخوند الخراساني.
- حاشية على فرائد الأصول. حاشية على كتاب فرائد الأصول المعروف بالرسائل لمرتضى الأنصاري.
- بحوث في تفسير القرآن.

بالإضافة إلى تقريرات درس محمد حسين الأصفهاني في الأصول وتقريرات درس محسن الحكيم في الفقه.